# Alfa Romeo F1
Az Alfa Romeo egy olasz Formula–1-es versenycsapat, mely ezidáig három érában szerepelt a sportág történetében. Legutoljára önállóan a svájci Sauber istálló 2018-as átvételével voltak jelen egészen 2023 végéig. Csapatként illetve motorszállítóként 1950–1987 között voltak jelen.
Első érájuk 1950–1951 között tartott önálló csapatként, ekkor megnyerték mindkét világbajnokságot. A hatvanas-hetvenes években több csapatnak szállítottak motort, amelyekkel nagy sikereket arattak. Mint önálló csapat 1979-ben tértek vissza, azonban ez az időszak nem volt túl sikeres, így 1985-ben ki is szálltak (bár 1987-ig még szállítottak motort az Osella csapatnak). 2015-ben az Alfa Romeo csapat logói megjelentek a Ferrari autóin, 2018-ban pedig mint névadó szponzor jelentek meg a Sauber istállónál, amelyet 2019-ben a nevükre vettek, egészen 2023 végéig.

## Története

### A második világháború előtt

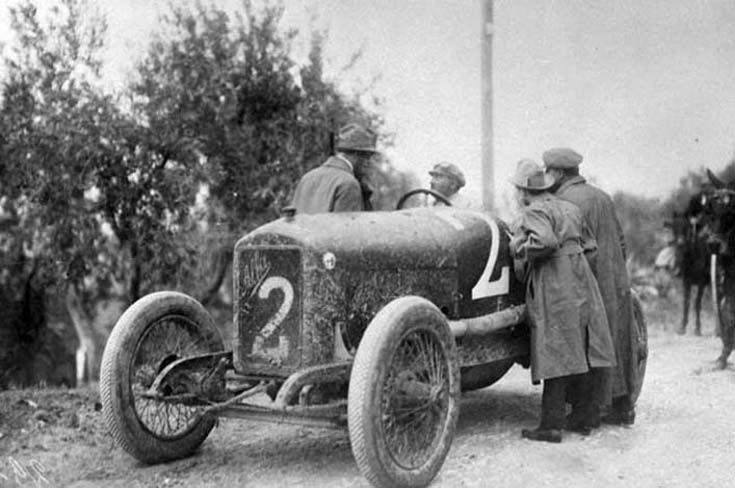
Giuseppe Campari egy Alfa Romeóban 1920-ban

Még a hivatalos Formula–1 bajnokság elindulása előtt is szerepelt az Alfa Romeo különféle bajnokságokban, méghozzá egészen jól. P2-es és P3-as autóik az Auto Union és a Mercedes felemelkedéséig gyakorlatilag dominánsak voltak. Ekkor visszavonultak mint gyári csapat, de sok feltörekvő tehetséget támogattak, mint például Enzo Ferrari és csapata, a Scuderia Ferrari. 1934 és 1939 között az Alfa Romeo által épített kasztnik elavultak és gyengébbek voltak, mint az új topcsapat Mercedes. 1938-ban mutatták be a 158-as típust, ami nem volt egy sikeres konstrukció. A háború azonban közbeszólt, és amikor 1946-ban újraindult a versenyzés, az Alfa Romeo 158 volt már a domináns, szinte minden versenyt megnyert, amelyen indult.

### Alfa Romeo S.p.A. (1950-1951)

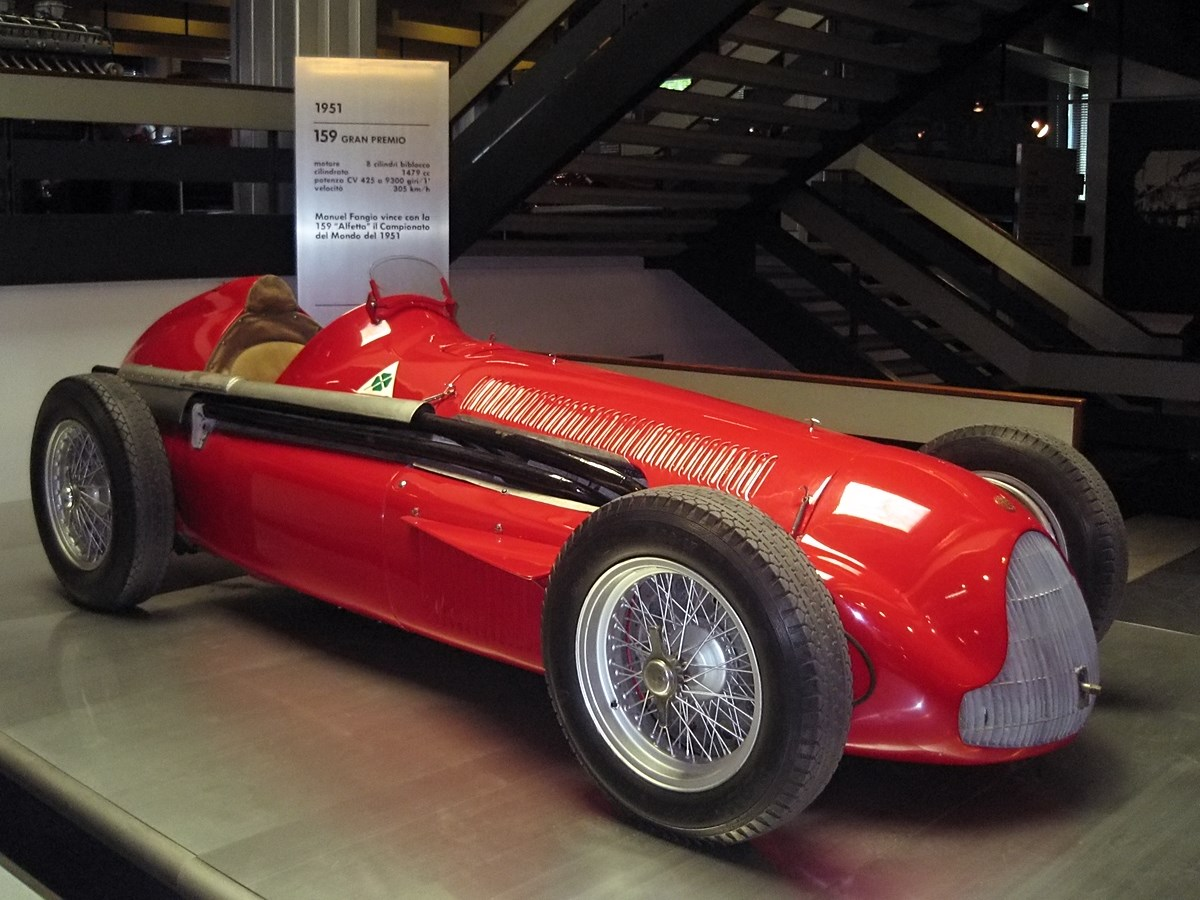
Az Alfa Romeo 159-es "Alfetta"

Amikor elindult a Formula–1, az Alfa Romeo csapat is nevezett. Akárcsak korábban, most is a mechanikus feltöltős 158-as típussal neveztek be. Nino Farina megnyerte az első világbajnokságot, 1951-ben pedig Juan Manuel Fangio az Alfetta 159-essel. Ez az elődjének a továbbfejlesztése volt, teljesítményben korában az egyik legjobb volt (425 lóerő), cserébe nagyon fogyasztotta az üzemanyagot. 1952-ben aztán a csapat döntött, és kiszálltak a Formula–1-ből. Ennek az oka az volt, hogy a korábban általuk támogatott másik olasz csapat a Ferrari magáncsapat volt, ők pedig állami, és az olasz kormány nem akart pénzt áldozni arra, hogy új kasztnit tervezzenek az akkor már 13 éves régi helyett. Az Alfa Romeo meglepő módon úgy érte el azt, hogy a sportág első két évében dominált, hogy a költségvetése szerény volt, és technológiája pedig háború előtti.

### Team Alfa Romeo (1979-1985)

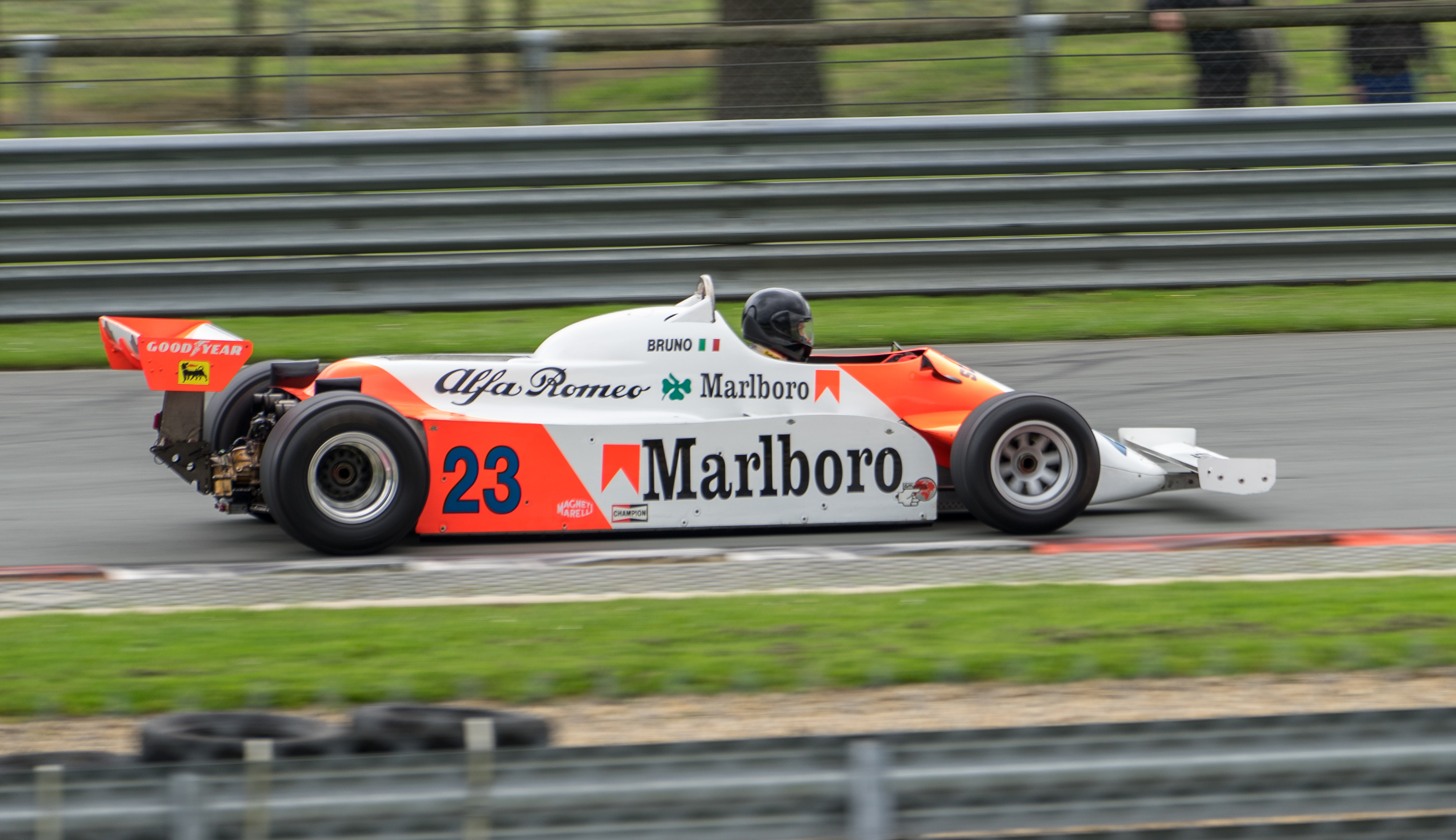
Az 1982-es Alfa Romeo 179D

1977-ben az Alfa Romeo, mint anyavállalat, megadta az engedélyt a versenysportokért felelős divíziójának, az Autodeltának, hogy Formula–1-es kasztnit építsenek. Az Alfa Romeo 177 névre keresztelt autó az 1979-es brit nagydíjon debütált. Ebben a korszakában a csapat közel sem volt olyan sikeres, mint az elsőben. 1985-ig történő jelenlétük során mindössze két pole pozíciót értek el, háromszor lettek harmadikok, kétszer másodikok, és egyszer érték el a leggyorsabb kört. Az 1980-as német nagydíj edzésén Patrick Depailler a pályán lelte halálát. Az autóik legnagyobb problémája a megbízhatóság volt. 1982-ben a csapatüzemeltetést és a kasztni tervezését kiszervezték az Euroracing-nek, míg a motorokat továbbra is az Autodelta szállította. 1983-ban érte el a csapat a csúcspontját, amikor már turbómotorral hajtottan hatodikok lettek a konstruktőri bajnokságban, főként Andrea de Cesaris két második helyének köszönhetően.

1984-ben megváltoztak a szabályok. AZ FIA 220 literes maximum üzemanyag-fogyasztást írt elő versenyenként, amit a BMW, a Renault, a TAG-Porsche, a Ferrari, és a Honda hatékonyabban tudtak megoldani, mint az Alfa Romeo. V8-as turbómotorjuk (ami akkoriban egyedi megoldásnak számított) rengeteget fogyasztott, és a gyors pályákon pedig kifejezetten lassú volt. A fogyasztási problémákat a motor letekerésével oldották meg, ami szintén gyengítette a teljesítményt. Ezen később sem sikerült úrrá lenniük. Riccardo Patrese 1984-es olasz nagydíjon elért harmadik helyezése volt az utolsó dobogós helyezésük. 1984-1985 között gyakran előfordult, hogy nem tudták befejezni a futamokat, mert elfogyott az üzemanyaguk. 1985-ös autójuk, az Alfa Romeo 185T annyira rossz volt, hogy szezon közben vissza kellett állniuk az előző évire. Az eredmények elmaradoztak, így a csapat másodszor is visszavonult.

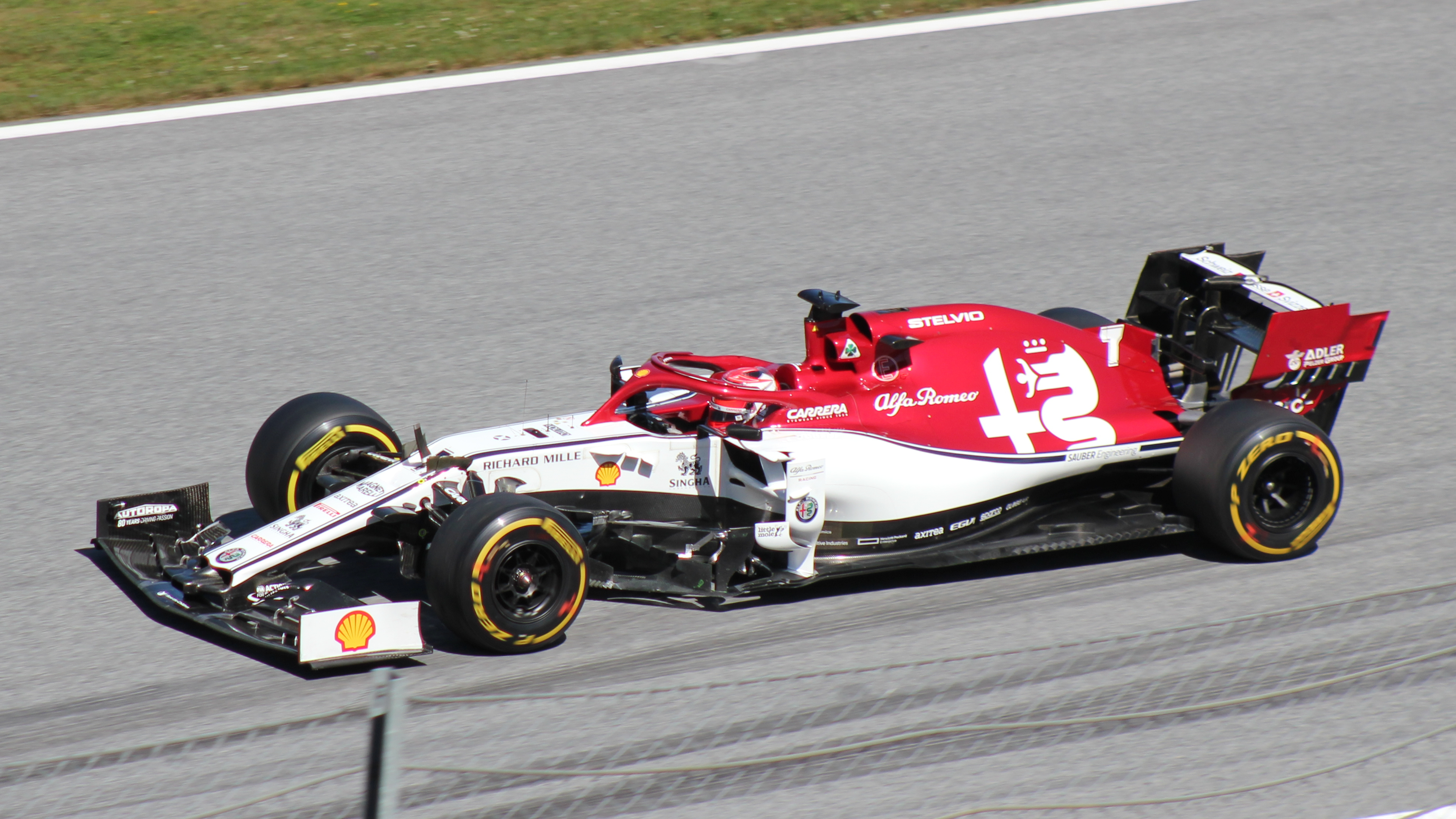
Kimi Räikkönen a 2019-es osztrák nagydíjon

### Alfa Romeo Racing (2019-2023)

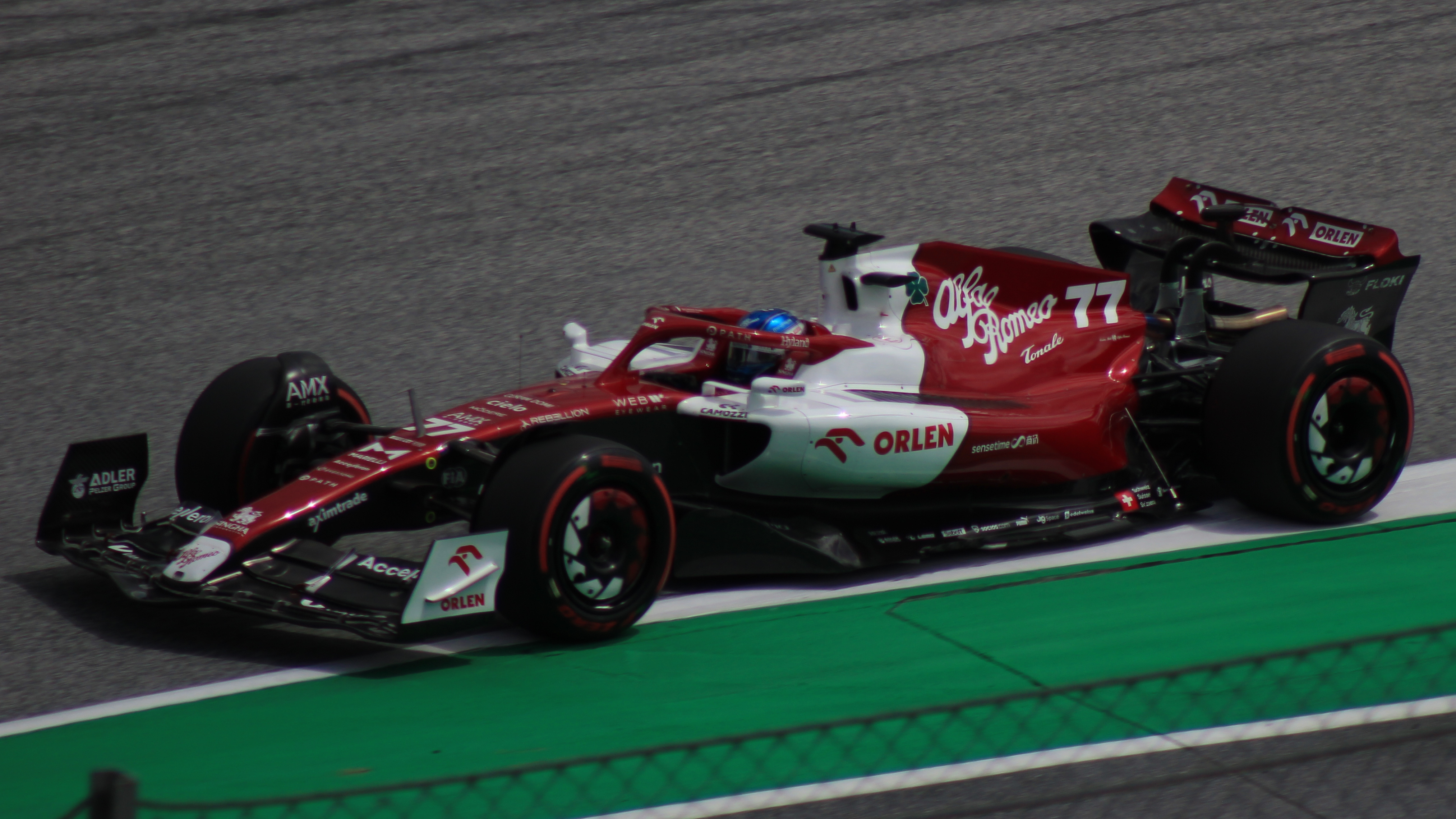
Valtteri Bottas a 2022-es osztrák nagydíjon

2019 januárjában bejelentették, hogy a Sauber istálló 2018-as névadó szponzora, az Alfa Romeo átveszi a csapatot. Ez lényegében azt jelentette, hogy az Alfa Romeo önálló csapatként visszatért, de meghagyták a Sauber teljes személyzetét és struktúráját, és továbbra is svájci licenccel versenyeztek. A korábbi szereplésekkel ellentétben a csapat nem saját motort épített, hanem Ferrari motorokat használt. 
Az Alfa Romeo 2023 végén kiszállt a Formula–1-ből, és véget vetett a Sauberrel fennálló együttműködésének, ugyanis az Audi tulajdonrészt vásárolt a csapatban, ami 2026-ra újra gyári csapattá válik.

## Motorszállítóként

### Szívómotorok (1960-1970-es évek)

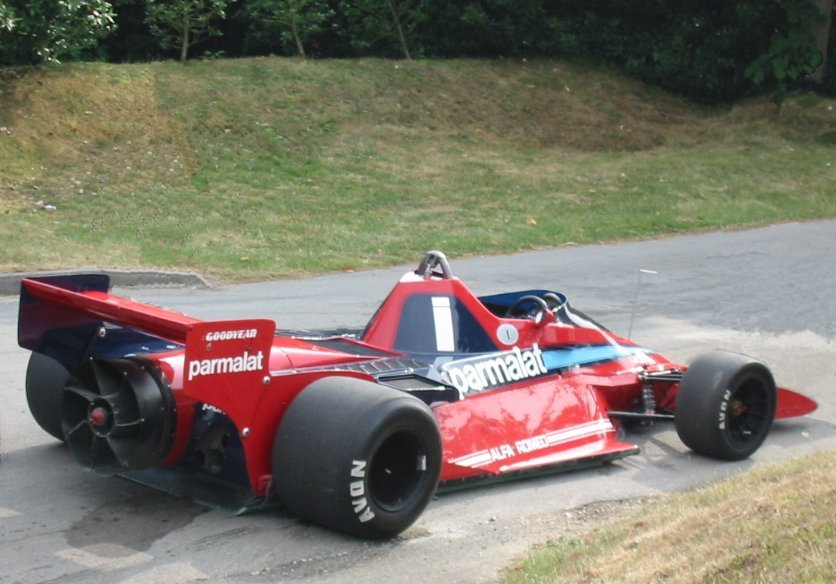
A Brabham BT46 "Fan Car"

A hatvanas években számos csapat használta (név nélkül) az Alfa Romeo soros 4 hengeres motorjait, például az LDS, a Cooper, vagy a De Tomaso. 
1962-ben Peter de Klerk készített egy különleges együléses versenyautót, amit a dél-afrikai Formula–1-es bajnokságon indított. Az autóba az Alfa Romeo Giulietta 1,5 literes soros 4 hengeres motorja került, amit az LDS is használt, de az LDS-szel ellentétben az autót "Alfa Romeo Special" névre keresztelték. A Special két versenyen indult, az 1963-as versenyen kiesett, 1965-ben pedig 10. helyet ért el, ezeken kívül öt olyan versenyen is indult, amik nem számítottak bele a bajnokságba. Az 1963-as rand-i nagydíjon dobogós helyet ért el.
A hatvanas évek végén az Alfa Romeo elkezdte V8-as motorok fejlesztését, amit először Lucien Bianchi tesztelt a Cooper T86C F1-3-68 típusú autóval. 1970-ben és 1971-ben ezekkel a motorokkal tért vissza az Alfa Romeo név a Formula–1-be, Andrea de Adamich pilóta alatt. Egy autót indítottak Alfa Romeo motorral a McLaren csapat részéről vele, ami sajnos elég megbízhattalan volt, és a legtöbbször a kvalifikáció során elbukott. 1971-ben de Adamich a March csapatnál indulhatott a szezon második felében ugyanígy, de hasonlóan rossz teljesítménnyel.
1976-ban Bernie Ecclestone szerződést kötött velük, hogy az Alfa Romeo flat-12 elrendezésű motorjait használhassák, 510 lóerős teljesítményével a motor erősebb volt, mint az akkoriban széles körben használt, 465 lóerő teljesítményű Cosworth DFV motor. Hátránya volt viszont, hogy nehezebb is volt, és körülményesebb a kiszerelése, kialakításából adódóan pedig több üzemanyagot is fogyasztott. A Gordon Murray által tervezett, sok tekintetben forradalmi konstrukciónak számító Brabham BT46-os megkapta az Alfa Romeo-motorokat, ahol a kasztni ellensúlyozta a motor okozta hátrányokat. 1978-ban, amikor az aerodinamika és a szívóhatás mindennél fontosabb lett, az Alfa Romeo keskenyebb blokkokat tervezett, de a hátrányokat nem sikerült teljesen kiküszöbölni.

### Turbómotor-éra (1980-as évek)
1987-ben az Alfa Romeo leszerződött a Ligier csapattal. A 850 lóerős, ikerturbós, másfél literes négyhengeres motor, melyet Alfa Romeo 415T névre kereszteltek, René Arnoux Ligier-jébe került tesztelésre. Mikor a Fiat (a Ferrarit is tulajdonló konszern) átvette az irányítást az Alfa Romeo felett, a szerződést felbontották, helyette a csapat a Megatron (ex-BMW) motorjait használta. Arnoux egyébként maga is sokat panaszkodott az Alfára.
1983 és 1988 között az Osella csapatot is ellátták motorral, 1983-ban szívómotorral. 1984-ben a kis Turin csapatot is segítették, illetve az Osella alapja az Alfa Romeo 183T Formula–1-es autó volt (a csapat megszűnéséig ez a kasztni volt az alapja az összes autójuknak). 1988-ban megromlott a csapattal a viszonyuk, ezért megtiltották, hogy a nevüket használják, így a motorok szimplán az "Osella V8" nevet kapták. Ebben az évben véget ért az első turbókorszak a Formula–1-ben, így az Alfa ott is hagyta a sportágat.

### V10-es szívómotor (1985)
Mivel számítottak arra, hogy a turbómotorokat hamarosan betiltják a Formula–1-ben, az Alfa Romeo készített egy kísérleti V10-es motort, melyeket a Ligier csapatnak szántak. Ez volt az első modern V10-es motor, amit a Honda és a Renault megoldásai követtek. A 3,5 literes motor 583 lóerőt tudott, amit egészen 620 lóerős teljesítményig fejlesztettek. Mikor a Ligier csapattal megszűnt az együttműködés, a motor átkerült a 164 Pro Car projekthez. 1988-ban a Fiat csoport felvásárolta a Motor Racing Developments-t (más néven Brabham F1), hogy a tervben volt ProCar sorozathoz kasztnit tervezzenek nekik. A Brabham BT57 néven futó autó, melyet soha nem használtak (nem jött létre a ProCar sorozat), megkapta a V10-es motort.

## Teljes Formula–1-es eredménysorozata
| Szezon                                                                   | Név                      | Modell                           | Gumi | Motor               | Versenyzők | Helyezés                 |
| ------------------------------------------------------------------------ | ------------------------ | -------------------------------- | ---- | ------------------- | --- | ------------------------ |
| 1950                                                                     | Alfa Romeo S.p.A         | Alfa Romeo 158                   | P    | Alfa Romeo L8 s     | Juan Manuel Fangio Giuseppe Farina Luigi Fagioli Reg Parnell Piero Taruffi Consalvo Sanesi                        | –^                       |
| 1951                                                                     | Alfa Romeo S.p.A         | Alfa Romeo 159                   | P    | Alfa Romeo L8 s     | Juan Manuel Fangio Giuseppe Farina Luigi Fagioli Felice Bonetto Toulo de Graffenried Consalvo Sanesi Paul Pietsch | –^                       |
| Az Alfa Romeo 1951-től 1979-ig nem vett részt csapatként a Formula–1-ben |                          |                                  |      |                     | |                          |
| 1979                                                                     | Autodelta                | Alfa Romeo 177 Alfa Romeo 179    | G    | Alfa Romeo V12      | Bruno Giacomelli Vittorio Brambilla                                                                               | Helyezés nélkül (0 pont) |
| 1980                                                                     | Marlboro Team Alfa Romeo | Alfa Romeo 179                   | G    | Alfa Romeo V12      | Patrick Depailler Vittorio Brambilla Andrea de Cesaris Bruno Giacomelli                                           | 11. (4 pont)             |
| 1981                                                                     | Marlboro Team Alfa Romeo | Alfa Romeo 179                   | M    | Alfa Romeo V12      | Mario Andretti Bruno Giacomelli                                                                                   | 10. (9 pont)             |
| 1982                                                                     | Marlboro Team Alfa Romeo | Afa Romeo 179 Alfa Romeo 182     | M    | Alfa Romeo V12      | Andrea de Cesaris Bruno Giacomelli                                                                                | 10. (7 pont)             |
| 1983                                                                     | Marlboro Team Alfa Romeo | Alfa Romeo 183T                  | M    | Alfa Romeo V8 turbó | Andrea de Cesaris Mauro Baldi                                                                                     | 6. (18 pont)             |
| 1984                                                                     | Benetton Team Alfa Romeo | Alfa Romeo 184T                  | G    | Alfa Romeo V8 turbó | Riccardo Patrese Eddie Cheever                                                                                    | 8. (11 pont)             |
| 1985                                                                     | Benetton Team Alfa Romeo | Alfa Romeo 185T Alfa Romeo 184TB | G    | Alfa Romeo V8 turbó | Riccardo Patrese Eddie Cheever                                                                                    | Helyezés nélkül (0 pont) |
| Az Alfa Romeo 1986-tól 2019-ig nem vett részt csapatként a Formula–1-ben |                          |                                  |      |                     | |                          |
| 2019                                                                     | Alfa Romeo Racing        | Alfa Romeo C38                   | P    | Ferrari V6 turbó    | Kimi Räikkönen Antonio Giovinazzi                                                                                 | 8. (57 pont)             |
| 2020                                                                     | Alfa Romeo Racing Orlen  | Alfa Romeo C39                   | P    | Ferrari V6 turbó    | Kimi Räikkönen Antonio Giovinazzi                                                                                 | 8. (8 pont)              |
| 2021                                                                     | Alfa Romeo Racing Orlen  | Alfa Romeo C41                   | P    | Ferrari V6 turbó    | Kimi Räikkönen Antonio Giovinazzi                                                                                 | 9. (13 pont)             |
| 2022                                                                     | Alfa Romeo F1 Team Orlen | Alfa Romeo C42                   | P    | Ferrari V6 turbó    | Csou Kuan-jü Valtteri Bottas                                                                                      | 6. (55 pont)             |
| 2023                                                                     | Alfa Romeo F1 Team Stake | Alfa Romeo C43                   | P    | Ferrari V6 turbó    | Csou Kuan-jü Valtteri Bottas                                                                                      | 9. (16 pont)             |

^ 1958-ig nem rendeztek konstruktőri bajnokságot

** Megosztott versenyzés

* A szezon még folyamatban van

## Eredmények a Formula–1-ben
(Táblázat értelmezése)

(Félkövér: pole-pozícióból indult; dőlt: leggyorsabb kört futott) 

| Szezon | Modell | Motor                   | Gumi | Versenyzők         | 1   | 2   | 3   | 4   | 5   | 6   | 7   | 8   | 9   | 10  | 11  | 12  | 13  | 14  | 15  | 16  | 17  | 18  | 19  | 20  | 21  | 22  | Pont | Helyezés |
| ------ | ------ | ----------------------- | ---- | ------------------ | --- | --- | --- | --- | --- | --- | --- | --- | --- | --- | --- | --- | --- | --- | --- | --- | --- | --- | --- | --- | --- | --- | ---- | -------- |
| 2019   | C38    | Ferrari C64 1.6 V6 t    | P    |                    | AUS | BHR | CHN | AZE | ESP | MON | CAN | FRA | AUT | GBR | GER | HUN | BEL | ITA | SIN | RUS | JPN | MEX | USA | BRA | UAE |     | 57   | 8.       |
| 2019   | C38    | Ferrari C64 1.6 V6 t    | P    | Kimi Räikkönen     | 8   | 7   | 9   | 10  | 14  | 17  | 15  | 7   | 9   | 8   | 12  | 7   | 16  | 15  | ki  | 13  | 12  | ki  | 11  | 4   | 13  |     | 57   | 8.       |
| 2019   | C38    | Ferrari C64 1.6 V6 t    | P    | Antonio Giovinazzi | 15  | 11  | 15  | 12  | 16  | 19  | 13  | 16  | 10  | ki  | 13  | 18  | 18† | 9   | 10  | 15  | 14  | 14  | 14  | 5   | 14  |     | 57   | 8.       |
| 2020   | C39    | Ferrari 065 1.6 V6 t    | P    |                    | AUT | STY | HUN | GBR | 70  | ESP | BEL | ITA | TOS | RUS | EIF | POR | EMI | TUR | BHR | SAK | UAE |     |     |     |     |     | 8    | 8.       |
| 2020   | C39    | Ferrari 065 1.6 V6 t    | P    | Kimi Räikkönen     | ki  | 11  | 15  | 17  | 15  | 14  | 12  | 13  | 9   | 14  | 12  | 11  | 9   | 15  | 15  | 14  | 12  |     |     |     |     |     | 8    | 8.       |
| 2020   | C39    | Ferrari 065 1.6 V6 t    | P    | Antonio Giovinazzi | 9   | 14  | 17  | 14  | 17  | 16  | ki  | 16  | ki  | 11  | 10  | 15  | 10  | ki  | 16  | 13  | 16  |     |     |     |     |     | 8    | 8.       |
| 2021   | C41    | Ferrari 065/6 1.6 V6 t  | P    |                    | BHR | EMI | POR | ESP | MON | AZE | FRA | STY | AUT | GBR | HUN | BEL | NED | ITA | RUS | TUR | USA | MEX | BRA | QAT | SAU | UAE | 13   | 9.       |
| 2021   | C41    | Ferrari 065/6 1.6 V6 t  | P    | Kimi Räikkönen     | 11  | 13  | ki  | 12  | 11  | 10  | 17  | 11  | 15  | 15  | 10  | 18  | vi  |     | 8   | 12  | 13  | 8   | 12  | 14  | 15  | ki  | 13   | 9.       |
| 2021   | C41    | Ferrari 065/6 1.6 V6 t  | P    | Robert Kubica      |     |     |     |     |     |     |     |     |     |     |     | 14  | 15  |     |     |     |     |     |     |     |     |     | 13   | 9.       |
| 2021   | C41    | Ferrari 065/6 1.6 V6 t  | P    | Antonio Giovinazzi | 12  | 14  | 12  | 15  | 10  | 11  | 15  | 15  | 14  | 13  | 13  | 13  | 14  | 13  | 16  | 11  | 11  | 11  | 14  | 15  | 9   | ki  | 13   | 9.       |
| 2022   | C42    | Ferrari 066/7 1.6 V6 t  | P    |                    | BHR | SAU | AUS | EMI | MIA | ESP | MON | AZE | CAN | GBR | AUT | FRA | HUN | BEL | NED | ITA | SIN | JPN | USA | MEX | BRA | UAE | 55   | 6.       |
| 2022   | C42    | Ferrari 066/7 1.6 V6 t  | P    | Csou Kuan-jü       | 10  | 11  | 11  | 15  | ki  | ki  | 16  | ki  | 8   | ki  | 14  | 16† | 13  | 14  | 16  | 10  | ki  | 16  | 12  | 13  | 12  | 12  | 55   | 6.       |
| 2022   | C42    | Ferrari 066/7 1.6 V6 t  | P    | Valtteri Bottas    | 6   | ki  | 8   | 5   | 7   | 6   | 9   | 11  | 7   | ki  | 11  | 14  | 20† | ki  | ki  | 13  | 11  | 15  | ki  | 10  | 9   | 15  | 55   | 6.       |
| 2023   | C43    | Ferrari 066/10 1.6 V6 t | P    |                    | BHR | SAU | AUS | AZE | MIA | MON | ESP | CAN | AUT | GBR | HUN | BEL | NED | ITA | SIN | JPN | QAT | USA | MEX | BRA | LVS | UAE | 16   | 9.       |
| 2023   | C43    | Ferrari 066/10 1.6 V6 t | P    | Csou Kuan-jü       | 16  | 13  | 9   | ki  | 16  | 13  | 9   | 16  | 12  | 15  | 16  | 13  | ki  | 14  | 12  | 13  | 9   | 13  | 14  | ki  | 15  | 17  | 16   | 9.       |
| 2023   | C43    | Ferrari 066/10 1.6 V6 t | P    | Valtteri Bottas    | 8   | 18  | 11  | 18  | 13  | 11  | 19  | 10  | 15  | 12  | 12  | 12  | 14  | 10  | ki  | ki  | 8   | 12  | 15  | ki  | 17  | 19  | 16   | 9.       |